# 塔拉威拉火山

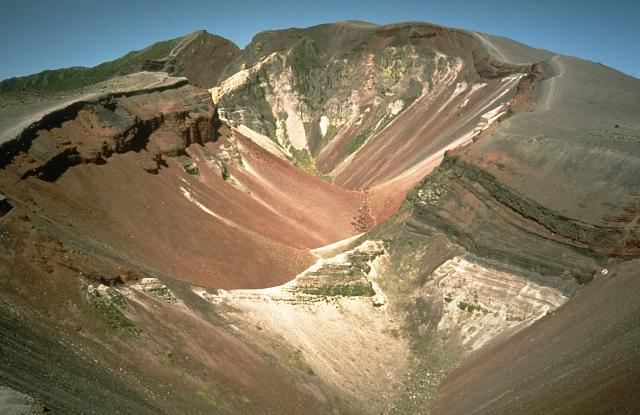
塔拉威拉火山

38°13′00″S 176°31′00″E / 38.21667°S 176.51667°E
塔拉韋拉火山 (英語：Mount Tarawera) 是一座活火山，位于新西蘭北島羅托路亞東南方向24公里，由一系列高大的流紋岩火山穹丘、裂縫噴發口所組成，在這之中最高的火山穹丘是Ruawahia山，海拔1111公尺，這群火山穹丘周邊是一連串的湖泊環繞。史前時期的噴發歷史目前尚未明瞭，最早有歷史記載的是12世紀的火山噴發。在1886年噴發 (VEI5) ，120-150人喪生。